# 長大な英単語
長大な英単語（ちょうだいなえいたんご）では、綴りが長い英単語について記述する。

## 概要
英語で最も長い単語が何かという問題の答えは、単語の定義と長さによって決まる。単語は、その言語の語根から自然に派生することもあれば、造語によって形成されることもある。さらに、地名が単語とみなされたり、専門用語が恣意的に長くされたり、接尾辞や接頭辞の付加によって単語の長さが延長されることにより、文法的には正しいものの未使用であったり目新しい単語が生まれたりするため、比較は複雑になる。辞書によって、含まれる単語や省かれる単語は異なる。
また、単語の長さは複数の方法で理解されることもある。最も一般的なのは、正書法において書かれた文字の数を数えることに基づく長さである。一般的ではないが、音韻や音素の数から理解する方法もある。

## 長大な英単語の一覧
| 単語                                                   | 文字数  | 意味                                                                                           | 説明 | 種類                                                                                         |
| ------------------------------------------------------ | ------- | ---------------------------------------------------------------------------------------------- | --- | -------------------------------------------------------------------------------------------- |
| methionylthreonylthreonylglutaminylalanyl...isoleucine | 189,819 | 知られているうち最大のタンパク質であるチチンの化学組成                                         | 全体として最も長い単語。全単語を言おうとすると2時間から3時間半かかる。                                     | 技術用語で辞書には載っていない。これが実際に単語と見なされるべきかどうかは議論の対象である。 |
| methionylglutaminylarginyltyrosylglutamyl...serine     | 1,909   | 大腸菌のトリプトファン合成酵素の化学名 (P0A877)                                                | 最も長い、公刊された英単語                                                                                 | 技術用語                                                                                     |
| lopadotemachoselachogaleokranioleipsano...pterygon     | 183     | アリストファネスの戯曲『女の議会』に登場する架空の料理「ありとあらゆる種類の食材を含んだ料理」 | 造語として、そして文学に登場した中で最も長い単語。                                                         | 造語された一時的な言葉で、辞書には載っていない。古代ギリシャ語の音訳。                       |
| pneumonoultramicroscopicsilicovolcanoconiosis          | 45      | 超微視的珪質火山塵肺疾患（珪質の微小な火山灰を吸入することで引き起こされる疾患）               | 著名な辞書に掲載された最も長い単語。                                                                       | 長大語にするために恣意的に造語された単語。実際の会話では用いられない。                       |
| supercalifragilisticexpialidocious                     | 34      | 困難な状況を説明する言葉、そして人生を向上するための魔法の言葉として用いられる造語             | 1964年の映画『メリー・ポピンズ』の劇中で歌われる楽曲のタイトル。後に形容詞としても用いられるようになった。 | 作為的な造語                                                                                 |
| pseudopseudohypoparathyroidism                         | 30      | 偽性偽性副甲状腺機能低下症（副甲状腺の機能が低下する遺伝子疾患）                               | 著名な辞書に掲載されている最も長い非造語                                                                   | 技術用語                                                                                     |
| Antidisestablishmentarianism                           | 28      | 反国教会廃止主義（イギリスにおける聖公会の国教という地位を廃止することに反対する思想）         | | 用例が少なく、辞書には掲載されていない。                                                     |
| honorificabilitudinitatibus                            | 27      | 名誉を達成できる状態                                                                           | シェイクスピアの戯曲『恋の骨折り損』において用いられた造語。                                               | ラテン語                                                                                     |

## 主要な辞書において
主要な英英辞書において最も長い英単語はpneumonoultramicroscopicsilicovolcanoconiosis（45文字）で、これは医学的にはsilicosis （珪肺）、あるいはpneumoconiosis （塵肺）と表現される疾患を、造語を用いて意図的に長大にした単語である。
オックスフォード英語辞典にはpseudopseudohypoparathyroidism（30文字）が掲載されている。
メリアム・ウェブスター辞典にはantidisestablishmentarianism（28文字）は掲載されていない。編纂者たちはこの単語が広範に、かつ持続的に使用された例がないと判断したのである。この辞書に掲載されている最大の単語はelectroencephalographically（27文字）で、これは「脳波上で」という意味の副詞である。
主要な辞書の多くに掲載されている単語で最も長い非技術用語の英単語は、floccinaucinihilipilification（29文字）で、これは「なにもない」を意味するラテン語からなる、「無価値とみなすこと」という意の名詞である。この単語の用例は、1741年にまで遡ることができる。
ロス・エクラーは殆どの長大な英単語は一般の、すなわち一般の読者が読む非技術的なテキストには現れない可能性が高いと指摘している。彼によれば、一般のテキストに現れやすい最長の英単語はdeinstitutionalisation（脱施設化）とcounterrevolutionaries（反革命主義者）で、それぞれ22文字である。
通常の英語の100万以上の散文を分析したところ、日常的に遭遇する可能性が最も高い最長の英単語は「特徴的でない」という意のuncharacteristically（20文字）であると判明した。

## 長大な英単語の作成

### 造語
古代ギリシアの劇作家アリストファネスは、著作『女の議会』において、171文字（以下の音訳では183文字）の単語を作った。
Lopadotemachoselachogaleokranioleipsanodrimhypotrimmatosilphiokarabomelitokatakechymenokichlepikossyphophattoperisteralektryonoptekephalliokigklopeleiolagoiosiraiobaphetraganopterygon
ジェイムズ・ジョイスは『フィネガンズ・ウェイク』の中で100文字の単語を9つと101文字の単語を一つ作り出した。その中で最も有名なのは100文字の
Bababadalgharaghtakamminarronnkonnbronntonnerronntuonnthunntrovarrhounawnskawntoohoohoordenenthurnuk 
で、これはアダムとイヴの堕落に関連する象徴的な雷鳴を表すとされている。この単語は他の場所では見られず、その一節への言及としてのみ存在するため、一般的には実際の単語とは認められていない。シルヴィア・プラスの自伝的小説『ベル・ジャー』では、主人公が『フィネガンズ・ウェイク』を読んでいるときにこの単語に言及している。

### 接辞
英語では、接辞を付けることによって既存の単語を拡張することができる。これにより、任意に長い単語を作成することが可能である。例えば、pseudo（偽の、不正な）やanti（反対の）といった接頭辞は任意の回数追加することができる。更に身近な例として、great を続柄を表す単語に足すことでgreat-great-great-great-grandparent（高祖父の祖父母、六世の祖）というように任意に長い単語を作成できる。
音楽の記譜法においては、8192分音符をsemihemidemisemihemidemisemihemidemisemiquaver のように呼ぶことができる。
Antidisestablishmentarianism は、この構造によって形成された単語の中で最も一般的な例である。

### 専門用語

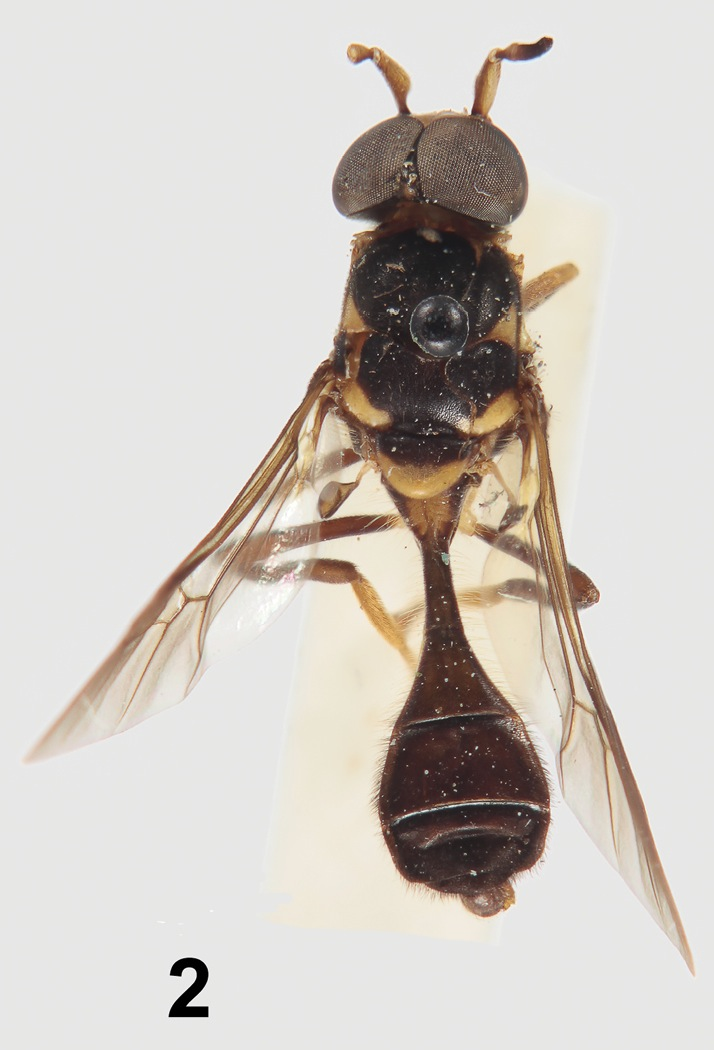
Parastratiosphecomyia stratiosphecomyioides

いくつかの科学的命名法を利用すれば、無限に長大な英単語を作成できる。
IUPACの有機化学化合物の命名法は無限に拡張可能であり、189,819文字の化学名Methionylthreonylthreonyl...isoleucine を生み出すことができる。この化合物は縞状筋肉形成に関与するタンパク質で、別名チチンとしても知られている。自然界では、DNA分子はタンパク質分子よりもはるかに大きく、したがってはるかに長い化学名で表される可能性がある。例えば、小麦の38番染色体はおよそ10億の塩基対を含んでおり、その一方の鎖の配列をAdenilyladenilylguanilylcystidylthymidyl... のように完全に書き出すと、約80億文字にもなる。最も長い公表された単語はAcetylseryltyrosylseryliso...serine で、これはタバコモザイクウイルス（P03575）の外套タンパク質を指し、1185文字である。この単語は1964年と1966年にアメリカ化学会のケミカル・アブストラクトに掲載された。1965年にケミカル・アブストラクトは命名システムを改訂し、過度に長い名前を抑制し始めた。2011年には、トリプトファンAタンパク質（P0A877）を記述する1909文字の単語がこの記録を破った。
ジョン・ホートン・コンウェイとランドン・カート・ノールは、10の累乗を命名するための無限に拡張可能な命名法を開発した。このシステムでは、sexmilliaquingentsexagintillion という名前は103(6560+1)、つまり10の19683を意味する。長い数値スケールでは、106(6560)、つまり1039360となる。
Gammaracanthuskytodermogammarus loricatobaicalensis は、二名法に基づく最も長い名前として時折引用されるものである。この名前はベネディクト・ディボフスキィによって提案されたものの、1929年のメアリー・ラスバンによる請願の後、動物命名法国際審議会によって無効とされた。
Myxococcus llanfairpwllgwyngyllgogerychwyrndrobwllllantysiliogogogochensis は、有効とされている中で最も長い二名法による生物名である。これはLlanfairpwllgwyngyll（以下で詳述）で採取された土壌で見つかった細菌である。ミズアブ科昆虫の1種であるParastratiosphecomyia stratiosphecomyioides は、肉眼で見えるすべての動物または生物の中で、最も長い二名法の名前である  。属名としてはParapropalaehoplophorus（絶滅した哺乳類でアルマジロに近縁なグリプトドン類）は2文字長いが、同様の長い種小名は含まれていない。
52文字のAequeosalinocalcalinoceraceoaluminosocupreovitriolic は、イングランドのバースの温泉水を記述するもので、エドワード・ストロザー博士によるものである。この単語は以下の要素から構成されている。
- Aequeo: 等しい（ラテン語、aequo）
- Salino: 塩を含む（ラテン語、salinus）
- Calcalino: カルシウム（ラテン語、calx）
- Ceraceo: ろう状の（ラテン語、cera）
- Aluminoso: アルミナ（ラテン語）
- Cupreo: 銅からなる
- Vitriolic: 硫酸性の

## 著名な長大語

### 地名

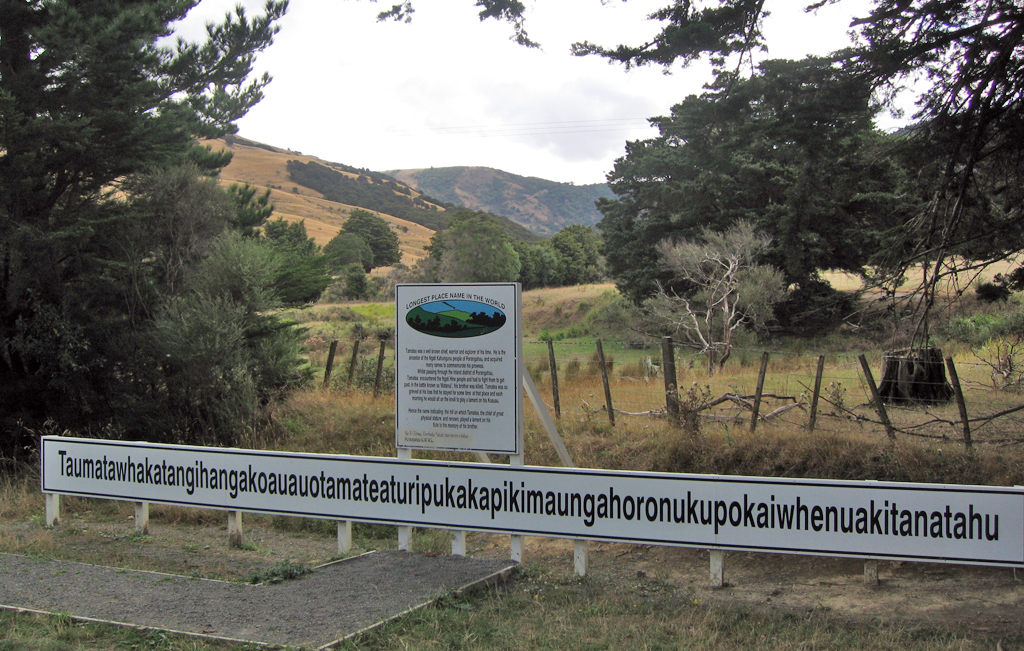
タウマタファカタンギハンガコアウアウオタマテアポカイフェヌアキタナタフの標識

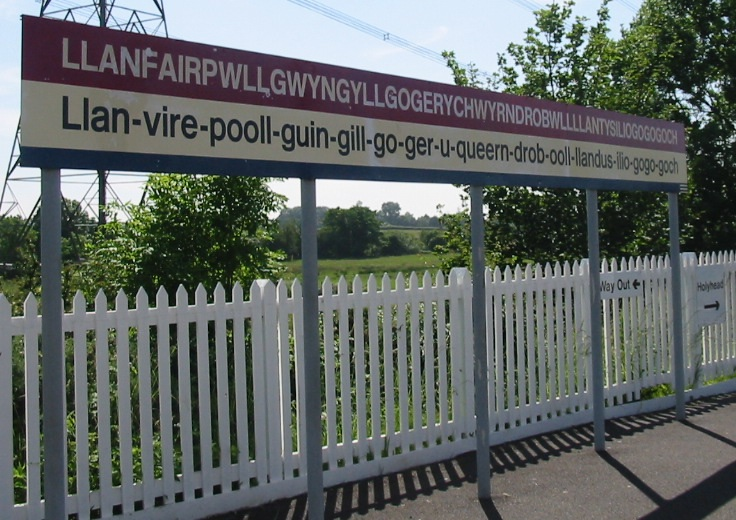
スランヴァイルプールグウィンギルゴゲリッヒルンドロブールスランティシリオゴゴゴッホの駅の標識（ウェールズ北部）

英語圏で公式に認められている最も長い地名は、ニュージーランドにある丘の名前Taumatawhakatangihangakoauauotamateaturipukakapikimaungahoronukupokaiwhenuakitanatahu（85文字）である。この地名はマオリ語のもので、いくつかの異なる綴り方があり、その中にはより長いものもある。マオリ語では、二重音字ng やwh はそれぞれ1文字として扱われる。この数え方に則れば、この地名は80文字である。
カナダで最も長い地名は、オンタリオ州の町Dysart, Dudley, Harcourt, Guilford, Harburn, Bruton, Havelock, Eyre and Clyde で、77文字（スペースを除けば68文字）である。
ウェールズのアングルシー島にある町の名前Llanfairpwllgwyngyllgogerychwyrndrobwllllantysiliogogogoch は58文字であるが、ウェールズ語では、ll, ng, ch などの二重音字は1文字と見なれるため、伝統的なウェールズ語アルファベットでは51文字である。この名前は19世紀中頃に最も長いイギリスの町名として意図的に作られた。公式な名前はLlanfairpwllgwyngyll であり、一般的にはLlanfairpwllまたはLlanfair PG と呼ばれる。
イギリスで最も長い非造語の地名でハイフンがないものはCottonshopeburnfoot（19文字）、ハイフンがあるものはSutton-under-Whitestonecliffe（29文字）である。
アメリカ合衆国で最も長い地名は、マサチューセッツ州の湖Chargoggagoggmanchauggagoggchaubunagungamaugg（45文字）である。この名前は「境界の釣り場のマンチャウグにいるイギリス人」を意味し、時折「貴方はそちら側で釣りをする、私はこちら側で釣りをする、真ん中では誰も釣りをしない」とふざけて翻訳される。この湖はWebster Lake とも呼ばれる。アメリカで最も長いハイフンがある地名は、メリーランド州の町Winchester-on-the-Severn と、テキサス州のWashington-on-the-Brazos である。最も長い一語の町名は、ペンシルバニア州のKleinfeltersville とメイン州のMooselookmeguntic である。
オーストラリアで最も長い公式地名はMamungkukumpurangkuntjunya（26文字）で、これはピチャンチャチャラ語で「悪魔が小便をする場所」を意味する。
リヒテンシュタインは英語で最も長い一語の国名であり、2番目に長いのはトルクメニスタンである。

### 人名
ギネス世界記録はかつて、最も長い個人名のカテゴリを含んでいた。
1975年から1985年までの記録保持者はヒューバート・ブレイン・ウルフシュレーゲルスタインハウゼンベルガードルフ・シニアとして知られる男性で、その本名は
Adolph Blaine Charles David Earl Frederick Gerald Hubert Irvin John Kenneth Lloyd Martin Nero Oliver Paul Quincy Randolph Sherman Thomas Uncas Victor William Xerxes Yancy Zeus Wolfschlegelsteinhausenbergerdorffvoralternwarengewissenhaftschaferswessenschafewarenwohlgepflegeundsorgfaltigkeitbeschutzenvonangreifendurchihrraubgierigfeindewelchevoralternzwolftausendjahresvorandieerscheinenwanderersteerdemenschderraumschiffgebrauchlichtalsseinursprungvonkraftgestartseinlangefahrthinzwischensternartigraumaufdersuchenachdiesternwelchegehabtbewohnbarplanetenkreisedrehensichundwohinderneurassevonverstandigmenschlichkeitkonntefortplanzenundsicherfreuenanlebenslanglichfreudeundruhemitnichteinfurchtvorangreifenvonandererintelligentgeschopfsvonhinzwischensternartigraumen, Senior.
で、746文字である。
1985年以降も、ギネスは一時的により長い名前を持つ新生児に記録を授与していたが、その後すぐにこのカテゴリは削除された。
スウェーデンのカップル、ラッセ・ディディングとエリザベス・ハリンは子供をBrfxxccxxmnpcccclllmmnprxvclmnckssqlbb11116（43文字、発音は[ˈǎlːbɪn]）と命名しようとしたが、これはスウェーデン南部のハルムスタッド地方裁判所によって却下された。